# Chết vì dừa

Biển báo song ngữ ở Honolulu, viết bằng tiếng Anh và tiếng Nhật. Dịch: COI CHỪNG - dừa rụng

Dừa rụng trúng người có thể gây chấn thương nghiêm trọng ở lưng, cổ, vai và đầu, còn có khả năng làm chết người.
Sau một đề tài nghiên cứu năm 1984 về "Chấn thương do dừa rơi" (Injuries Due to Falling Coconuts), những câu chuyện phóng đại về người chết vì dừa rụng lan truyền. Theo truyền thuyết đồn đại kể lại, hàng năm vài người tử vong do dừa rụng. Đồn thoại càng truyền lan sau năm 2002, khi một chuyên gia về cá mập tấn công  viết rằng hàng năm, 150 người trên toàn thế giới tử vong vì dừa rụng trúng người. Con số này thường được so sánh với khoảng 5 người tử vong do cá mập tấn công mỗi năm.
Vào năm 2002, vì lo ngại về nguy cơ dừa rơi gây đến tử vong, quan chức địa phương ở Queensland, Australia phải loại bỏ tất cả cây dừa khỏi những bãi biển vùng này. Một tờ báo mô tả dừa như "trái cây sát thủ" ("the killer fruit"). Những trường hợp chết vì dừa đã được công nhận từ khoảng năm 1777 trở đi. 
Dừa cũng có vai trò giết chết người ở Nam Thái Bình Dương trong Thế chiến II. Theo các tài liệu đã công bố, binh lính Nhật Bản đã vũ khí hóa trái cây nhiệt đới bằng cách biến chúng thành những "quả bom dừa" chứa đầy axit với một quả lựu đạn cầm tay.